# دلورین، منیتوبا
دلورین، منیتوبا (به انگلیسی: Deloraine, Manitoba) یک منطقهٔ مسکونی در کانادا است که در منیتوبا واقع شده‌است. دلورین ۹۷۸ نفر جمعیت دارد.